# Питер Макс
Питер Макс (настоящее имя — Петер Финкельштейн) (англ. Peter Max; р. 19 октября 1937, Берлин, Германия) — современный американский художник поп-арта, иллюстратор и график, известный использованием в своих работах психоделических форм.

## Биография
Родился в Германии, в 1938 его семья бежала от нацистов в Шанхай (Китай), где он и пережил войну в гетто. В 1948 году семья переехала в Израиль, поселилась в Хайфе, где прожила в течение нескольких лет. Из Израиля семья Петера переехала в Париж, будущий художник в течение нескольких месяцев посещал занятия в Лувре. Опыт, приобретённый во Франции, значительно обогатил его познания в искусстве.
С 1953 года живёт в Соединенных Штатах. В 1956 Макс окончил Lafayette High School в Нью-Йорке, затем нью-йоркский Институт Пратта, Art Students League of New York и Школу визуального искусства, где учился у Нормана Роквелла.
После окончания учёбы совместно с другом Томом Дэли открыл дизайн-студию «The Daly & Max Studio», позже к ним присоединился Дон Руббо, и вскоре они стали успешными иллюстраторами и плакатистами. Большая часть их работ включала антикварные фотоизображения в качестве элементов коллажа.
Творчество Макса стало популярным благодаря рекламе безалкогольного напитка 7UP. В мае 1969 года он оказался на обложке журнала Life с заголовком «Питер Макс. Портрет художника как очень богатого человека».
В 1964 году Макс окончил свою студийную работу и начал создавать характерные для него красочные рисунки для печати на тканях. В 1960—1970-х годах творчество Макса стало очень влиятельным в рекламной отрасли США.
В 1970 году многие работы, в том числе плакаты Макса, были представлены на выставке «Мир Питера Макса», которая открылась в Молодёжном мемориальном музее в Сан-Франциско. Почта США заказала у Maкса несколько почтовых марок к открытию Экспо’74.
В 1980-х годах Макс был официальным художником многих крупных мероприятий — чемпионата мира по футболу 1994, Grammy Awards и других.
На 2019 год Питер страдает от деменции и прекратил любое творчество.

## Творчество
Сейчас Питер Макс работает в нескольких СМИ, занимается живописью, графикой, коллажем, печатью на тканях, скульптурой, видео- и цифровыми изображениями. Сам он считает, что средства массовой информации являются ещё одним «холстом» его творческого самовыражения.
В своих художественных работах Питер Maкс часто использует американские патриотические образы и символы. Им созданы портреты президентов США Форда, Картера, Рейгана и Буша в дополнение к его серии «100 Клинтонов» и нескольких других портретов. Его работы часто включают фотографии знаменитостей, политиков, спортсменов и спортивных мероприятий, предметов поп-культуры.
Один из самолётов Boeing 777-200ER, эксплуатирующихся на Continental Airlines носит специальную раскраску, разработанную Максом. Среди его работ — художественное оформление часов компании General Electric.
Плакаты работы мастера, очень популярные среди молодёжи, сейчас украшают стены многих студенческих общежитий.
- Почтовая марка США в честь открытия «Экспо’74» работы Питера Макса
- Boeing 777-200ER, раскрашенный по проекту П. Макса